# デュプレクサ

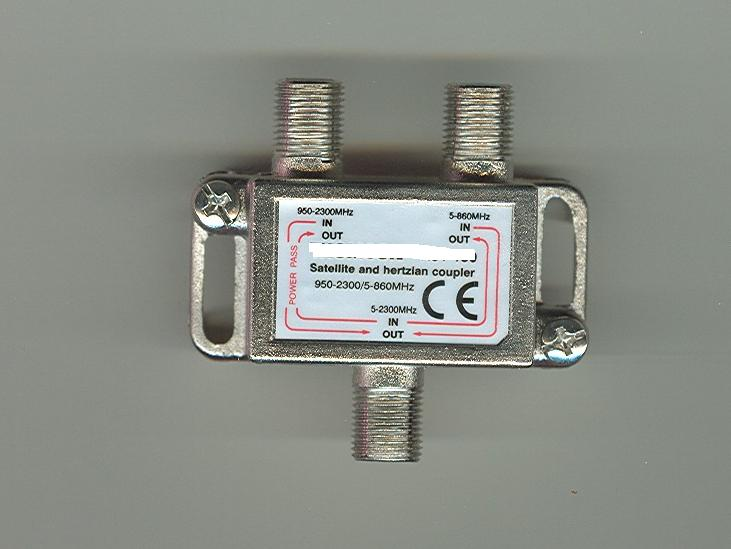
家庭用のデュプレクサの例。衛星放送と地上波テレビ放送の信号を一本のケーブルに集約するために使用される。

デュプレクサ（英: Duplexer）またはダイプレクサ（英: Diplexer）は、FDD方式の無線機において、アンテナを共用する部品である。アンテナ共用器、分波器と呼ばれることもある。
FDD方式の携帯電話機、あるいは業務無線やアマチュア無線のレピータのように送信と受信を同時におこなう無線機において、送信アンテナと受信アンテナを1本のアンテナで共用した場合、強力な送信波が受信機に流入し受信を妨げる。そこで送信経路と受信経路を電気的に分離するために使用される部品である。2つの異なる周波数帯域を持つフィルタを1つの端子(アンテナ端子)で共有することで実現される。3つ以上のフィルタを共有することも可能で、3つの場合、トリプレクサ(triplexer)と呼ばれる。
デュプレクサとダイプレクサは基本的にフィルタと言う点では同じであるが、FDD用途の場合はデュプレクサ、それ以外の場合にはダイプレクサと呼ばれる。しかし、この2つの区別には明確な定義が存在していないため、前記の場合でもダイプレクサと呼ぶ場合がある。また、アマチュア無線では、単に複数の周波数帯の異なる無線機でアンテナを共有する場合でも、その部品をデュプレクサと呼ぶ。

## 構造
送信周波数を通過域、受信周波数を阻止域とする送信フィルタの出力端子と、受信周波数を通過域、送信周波数を阻止域とする受信フィルタの入力端子を、移相器を介して接続し接続点をアンテナ端子とする。送信フィルタの入力端子を送信端子、受信フィルタの出力端子を受信端子とする。移相器の目的は、通過域のインピーダンス50Ωに対して阻止域のインピーダンスを十分高くする事によって、接続時に相互に影響を与えないようにするためである。フィルタ内でインピーダンス制御ができる場合は、移相器は省略できる。
フィルタの種類は問わず、LCフィルタ、空洞共振器フィルタ、ヘリカルフィルタ、誘電体フィルタ、SAW（表面弾性波）フィルタ等、様々な種類のフィルタが使われる。
誘電体フィルタを使ったデュプレクサは誘電体デュプレクサ、SAWフィルタを使ったデュプレクサはSAWデュプレクサと呼ばれる。誘電体フィルタは誘電体同軸共振器によるフィルタである。SAWフィルタは、櫛形電極の構造周期により特定の波長の信号のみを通過させるフィルタである。誘電体デュプレクサよりSAWデュプレクサの方が小型化が可能で、年々その差は広がっている。

## 用途
用途として無線通信の送受信の切り替えに利用される場合が多い。送受信の切り替えには高周波スイッチが利用されることが多いが、近年の携帯電話に代表される無線機器では複数の通信規格（GSM、UMTS等)が利用され、高周波スイッチのみでは特性が十分でないことから、高周波スイッチとデュプレクサを同一モジュール内にまとめて使用されることが多い。また、送信信号と受信信号を同時に送受信する用途でも利用される。回路構成はフィルタであるため、切り替える(分配する)信号の周波数が異なる場合にのみ利用できる。

## 電気的特性
- 挿入損失
- VSWRまたはリターンロス
- アイソレーション

## 主なメーカー
- 村田製作所
- 京セラ